# Slavec
Slavec (znanstveno ime Luscinia megarhynchos) je ptič pevec iz družine muharjev, ki gnezdi v večjem delu Evrope, Zahodni in Srednji Aziji. Znan je predvsem po čudovitem petju, ki ga omenjajo ali posnemajo številna umetniška dela in ljudske pripovedi.

## Telesne značilnosti
Operjenost je nevpadljiva, zato ga pogosteje slišimo kot opazimo. Po zgornjem delu telesa je rjave barve z nekoliko bolj rdečkastima trtico in repom, po trebušni strani pa siv z rahlo rjavkastimi prsi in rahlo svetlejšim grlom. Nima lis ali drugih znamenj, po čemer ga je možno ločiti od velikega slavca, ki ima rahle temnejše proge po trebuhu, a je na daleč ta razlika težko opazna. Podobni so tudi mladičem in samicam pogorelčka, ki imajo črn srednji par repnih peres. Oko je dokaj veliko in ga obkroža svetlejši obroč, kljun je temen. Slavec zraste do 17 cm v dolžino in tehta 16–39 g, samci in samice so si podobni.
Enoletni mladiči imajo svetlejše pege po telesu, podobno kot mladiči taščice.

## Ekologija in razširjenost
Je pretežno žužkojed, glavnino prehrane predstavljajo mravlje in manjši hrošči, v manjši meri pa tudi drugi manjši nevretenčarji. Pozno poleti in jeseni dopolnjuje prehrano z jagodičevjem (grozdičje, čremza, bezeg, dren, ...) in semeni. Hrano išče pri tleh in v opadu v gostem rastju, njegov habitat sta rob gozda ali vodna obrežja z gosto zarastjo in odprti listopadni gozdovi. Pojavlja se tudi v kulturni krajinim, kjer gnezdi v gostih, najraje opuščenih mejicah.
Gnezditveno območje pokriva večino Evrope (razen Severne Evrope) in skrajni sever Afrike na zahodu, proti vzhodu pa prek Turčije, Levanta in Srednje Azije v pasu do zahodnega roba Mongolije ter Kitajske. Med poznim julijem in zgodnjim septembrom se prične selitev na prezimovališča v podsaharski Afriki, kamor ptiči prispejo med koncem oktobra in začetkom decembra ter ostanejo do marca oz. zgodnjega aprila.
V Sloveniji je pogost, strnjeno se pojavlja v zahodni in jugozahodni Sloveniji, na Ljubljanskem barju in v obpanonskih predelih ter Beli krajini. Iz popisov je mogoče sklepati, da se je njegova razširjenost od 1980. let povečala. V Evropi sicer beležijo zmeren upad populacije, k čemur pripomore predvsem intenzifikacija kmetijstva, zaradi podnebnih sprememb pa je v prihodnosti mogoče pričakovati širitev območja razširjenosti proti severu.

## Življenjski krog in vedenje

### Razmnoževanje
Paritvena sezona traja od poznega aprila do srede julija. Slavci gradijo globoka skodeličasta gnezda iz suhih bilk ali listov, ki jih obložijo z mehkejšimi bilkami, perjem in dlako. Samica izleže 4–5 modrikastih jajc in jih vali približno dva tedna, po izvalitvi ostanejo mladiči v gnezdu še 10–12 dni in se nato razkropijo po okolici ter so nekaj dni kasneje sposobni letenja. Starša skrbita zanje še nekaj tednov, pri čemer lahko samica v tem času izvali drugo leglo in skrb za skoraj godne mladiče prevzame izključno samec. Predvsem samci se vračajo na svoje teritorije več let zapored.
Občasno se pojavljajo križanci z velikim slavcem.

### Oglašanje
Slavčevo petje je melodično in glasno, običajno z 2–4 sekunde dolgimi frazami, ki jih prekinjajo približno enako dolgi premori. Fraze sestavljajo ponavljajoči se zvoki, ki so lahko žvižgi ali manj melodično brbotanje, praskanje ipd., bodisi enolično znotraj fraze, bodisi kombinacija različnih. Fraza se običajno konča z močnim, kratkim poudarkom. Petje je prepoznavno predvsem po frazah z melodičnim žvižganjem, pri katerem je prvi žvižg dolg, naslednji pa so vedno krajši in glasnejši (crescendo), do končnega poudarka. S petjem samec označuje teritorij in privablja samice v paritvenem obdobju. Poje večinoma ponoči, podnevi je pesem manj raznolika, prav tako je manj raznolika pozimi na prezimovališčih. Dvorjenje v prisotnosti samice je tišje, ostalo oglašanje pa je nevpadljivo, iz kratkih žvižgov, praskov ipd.

## Sistematika
Slavci izražajo geografsko raznolikost, opazen je delen trend, kjer imajo od zahoda proti vzhodu območja razširjenosti osebki svetlejšo rjavo obarvanost in daljše peruti ter rep. Na podlagi teh in drugih značilnosti so opisane tri podvrste z različnimi območji razširjenosti:
- Luscinia megarhynchos megarhynchos: severovzhod Afrike, Zahodna in Srednja Evropa do Levanta
- Luscinia megarhynchos africana: Kavkaz in vzhodna Turčija do severa in jugozahoda Irana
- Luscinia megarhynchos golzii (tudi L. m. hafizi): vzhod Irana do severa Pakistana, severozahoda Kitajske in vzhoda Mongolije